# Bogdan Jachacz
Bogdan Jachacz (ur. 14 grudnia 1941) – polski dziennikarz, w latach 1982-1986 kierownik Wydziału Prasy Radia i Telewizji i Wydziału Propagandy KC PZPR, uczestnik obrad Okrągłego Stołu po stronie rządowej jako przewodniczący podzespołu środków masowego przekazu. W latach 1986–1990 był prezesem Polskiej Agencji Prasowej.

## Odznaczenia
Otrzymał m. in. następujące odznaczenia:
- Krzyż Oficerski Orderu Odrodzenia Polski
- Złoty Krzyż Zasługi
- Medal 40-lecia Polski Ludowej
- Odznaka „Za Zasługi dla ZBoWiD” (1987)[6]
- Złota odznaka honorowa „Za Zasługi dla Warszawy”  (1989)[7]